# Älvsby IF
Älvsby IF är en idrottsförening från Älvsbyn i Norrbottens län grundad 1909. Föreningen är bl.a. verksam inom fotboll, ishockey, längdskidåkning, skidskytte, orientering och handboll.
Sommaren 2022 spelar Damernas A-lag i fotboll i division 2, medan herrarna håller till i division 4. Hockeylaget spelar i Hockeytrean, men säsongerna 2002/2003, 2003/2004 och 2004/2005 spelade man i division 1.